# بطولة الأندية الآسيوية لكرة اليد للرجال 2018'
بطولة الأندية الآسيوية لكرة اليد للرجال 2018 (بالإنجليزية: 2018 Asian Men's Club League Handball Championship)‏ كانت النسخة الحادية والعشرين من البطولة التي ينظمها الاتحاد الآسيوي لكرة اليد. استضاف الاتحاد الكويتي لكرة اليد البطولة على ملعب نادي الكويت في مدينة الكويت (الكويت) من 20 مارس حتى 1 أبريل 2019. كانت البطولة الرسمية لأندية كرة اليد للرجال في آسيا التي تُوِّج من خلالها بطل آسيا، كما تأهل الفائز بها إلى بطولة العالم للأندية لكرة اليد 2019.

## الأندية المشاركة
| النادي                | الدولة                   |
| --------------------- | ------------------------ |
| نادي الدحيل           | قطر                      |
| نادي الجيش (سوريا)    | سوريا                    |
| نادي الكرخ            | العراق                   |
| نادي الصداقة          | لبنان                    |
| نادي الوكرة           | قطر                      |
| نادي باربار           | البحرين                  |
| نادي تشاينا دراغون    | الصين                    |
| نادي كاظمة            | الكويت                   |
| نادي الكويت لكرة اليد | الكويت                   |
| نادي مضر لكرة اليد    | السعودية                 |
| نادي مسقط             | عُمان                     |
| نادي الشارقة          | الإمارات العربية المتحدة |
| نادي تي-سبورتس        | الهند                    |

## الترتيب النهائي
| الترتيب | الفريق                    |
| ------- | ------------------------- |
| الأول   | QAT نادي الدحيل           |
| الثاني  | QAT نادي الوكرة           |
| الثالث  | UAE نادي الشارقة          |
| 4       | KUW نادي الكويت لكرة اليد |
| 5       | BHR نادي باربار           |
| 6       | KSA نادي مضر لكرة اليد    |
| 7       | LIB نادي الصداقة          |
| 8       | SYR نادي الجيش (سوريا)    |
| 9       | IRQ نادي الكرخ            |
| 10      | KUW نادي كاظمة            |
| 11      | OMA نادي مسقط             |
| 12      | CHN نادي تشاينا دراغون    |
| 13      | IND نادي تي-سبورتس        |

|  | الفريق المتأهل إلى بطولة العالم للأندية لكرة اليد 2019 |

## وصلات خارجية
- الموقع الرسمي للاتحاد الآسيوي لكرة اليد